# 히가시카모촌
히가시카모촌(東加茂村)은 오카야마현 도마타군에 있던 촌이다. 현재의 쓰야마시에 해당한다.

## 역사
- 1889년 6월 1일 - 정촌제 시행에 의해 도호쿠조군 히가시카모촌이 성립하였다.
- 1900년 4월 1일 - 도난조군, 사이사이조군, 사이호쿠조군과 합병해 도마타군이 되었다.
- 1942년 5월 27일 - 가모정, 니시카모촌과 합병해 새롭게 가모정이 되었다.

## 교통

### 철도
- 일본국유철도
  - 인비선

## 참고문헌
- 和泉橋警察署 『新旧対照市町村一覧』第2冊（東京 ： 加藤孫次郎、1889（明22））
- 地名編纂委員会 『角川日本地名大辞典33 岡山県』（角川学芸出版、1989、ISBN 4040013301）